# Plessis-Saint-Benoist
Plessis-Saint-Benoist és un municipi francès, situat al departament de l'Essonne i a la regió de Illa de França. L'any 2007 tenia 307 habitants.
Forma part del cantó d'Étampes, del districte d'Étampes i de la Comunitat d'aglomeració de l'Étampois Sud-Essonne.

## Demografia

### Població
El 2007 la població de fet de Plessis-Saint-Benoist era de 307 persones. Hi havia 112 famílies, de les quals 20 eren unipersonals (8 homes vivint sols i 12 dones vivint soles), 40 parelles sense fills, 44 parelles amb fills i 8 famílies monoparentals amb fills.
La població ha evolucionat segons el següent gràfic:
Habitants censats

### Habitatges
El 2007 hi havia 125 habitatges, 115 eren l'habitatge principal de la família, 6 eren segones residències i 4 estaven desocupats. Tots els 125 habitatges eren cases. Dels 115 habitatges principals, 103 estaven ocupats pels seus propietaris, 6 estaven llogats i ocupats pels llogaters i 6 estaven cedits a títol gratuït; 1 tenia una cambra, 7 en tenien dues, 12 en tenien tres, 32 en tenien quatre i 63 en tenien cinc o més. 101 habitatges disposaven pel capbaix d'una plaça de pàrquing. A 42 habitatges hi havia un automòbil i a 64 n'hi havia dos o més.

### Piràmide de població
La piràmide de població per edats i sexe el 2009 era:
| Homes | Edats   | Dones |
| ----- | ------- | ----- |
| 0     | 95 o +  | 0     |
| 0     | 90 a 94 | 4     |
| 4     | 85 a 89 | 0     |
| 0     | 80 a 84 | 4     |
| 12    | 75 a 79 | 4     |
| 4     | 70 a 74 | 4     |
| 8     | 65 a 69 | 16    |
| 0     | 60 a 64 | 4     |
| 12    | 55 a 59 | 8     |
| 16    | 50 a 54 | 16    |
| 20    | 45 a 49 | 12    |
| 0     | 40 a 44 | 8     |
| 0     | 35 a 39 | 0     |
| 16    | 30 a 34 | 8     |
| 8     | 25 a 29 | 4     |
| 8     | 20 a 24 | 24    |
| 4     | 15 a 19 | 12    |
| 0     | 10 a 14 | 0     |
| 8     | 5 a 9   | 0     |
| 4     | 0 a 4   | 4     |

## Economia
El 2007 la població en edat de treballar era de 205 persones, 145 eren actives i 60 eren inactives. De les 145 persones actives 140 estaven ocupades (76 homes i 64 dones) i 5 estaven aturades (1 home i 4 dones). De les 60 persones inactives 23 estaven jubilades, 26 estaven estudiant i 11 estaven classificades com a «altres inactius».

### Ingressos
El 2009 a Plessis-Saint-Benoist hi havia 114 unitats fiscals que integraven 307,5 persones, la mediana anual d'ingressos fiscals per persona era de 22.215 €.

### Activitats econòmiques
Dels 8 establiments que hi havia el 2007, 1 era d'una empresa extractiva, 1 d'una empresa de fabricació d'altres productes industrials, 2 d'empreses de construcció, 1 d'una empresa de comerç i reparació d'automòbils, 1 d'una empresa immobiliària i 2 d'empreses de serveis.
Dels 2 establiments de servei als particulars que hi havia el 2009, 1 era una fusteria i 1 lampisteria.
L'any 2000 a Plessis-Saint-Benoist hi havia 8 explotacions agrícoles que ocupaven un total de 728 hectàrees.

## Equipaments sanitaris i escolars
El 2009 hi havia una escola elemental integrada dins d'un grup escolar amb les comunes properes formant una escola dispersa.

## Poblacions més properes
El següent diagrama mostra les poblacions més properes.